# Germain De Rouck
Germain De Rouck (Ronse, 6 april 1928 - 7 april 1991) was een Belgisch politicus voor de Volksunie, historicus en heemkundige.

## Levensloop
De Rouck behaalde het diploma van licentiaat in de Germaanse filologie en werd beroepshalve leraar aan het Atheneum van Ronse en docent. Hij werd politiek actief binnen de BSP van Ronse, waar hij wegens zijn Vlaamsgezindheid al snel gecontesteerd werd door de Franstaligen. Van 1971 tot 1976 was hij gemeenteraadslid van Ronse. Hij ambieerde de schepenfunctie van Cultuur, maar moest genoegen nemen met de functie van schepen van Middenstand, Jeugdbeleid, Sport en Toerisme. Bij de gemeenteraadsverkiezingen van 1976 kreeg hij geen plaats meer op de BSP-lijst. Ook was hij van 1973 tot 1977 algemeen secretaris van het Vermeylenfonds.
In 1977 vroeg de Volksunie hem om de Senaatslijst in het arrondissement Aalst-Oudenaarde aan te voeren. Na enig aarzelen zegde hij toe en nam hij ontslag uit het Vermeylenfonds. De Rouck raakte echter niet verkozen. Bij de verkiezingen van december 1978 werd hij wel verkozen en werd hij tot in november 1981 rechtstreeks gekozen senator in Senaat. Daarna was De Rouck van november 1981 tot oktober 1985 provinciaal senator voor Oost-Vlaanderen. In de periode januari 1979-oktober 1980 zetelde hij als gevolg van het toen bestaande dubbelmandaat ook in de Cultuurraad voor de Nederlandse Cultuurgemeenschap, die op 7 december 1971 werd geïnstalleerd. Van november 1979 tot oktober 1980 zat hij er de VU-fractie voor. Vanaf 21 oktober 1980 tot november 1981 was hij tevens korte tijd lid van de Vlaamse Raad, de opvolger van de Cultuurraad en de voorloper van het huidige Vlaams Parlement. Ook tijdens dit mandaat in de Vlaamse Raad bleef hij voorzitter van de VU-fractie. In 1985 verdween hij uit de nationale politiek.
Door zijn verkiezing tot senator raakte hij zijn job als docent aan het Hoger Instituut voor Vertalers en Tolken te Brussel kwijt.
Hij was eveneens actief in de Geschied- en Oudheidkundige Kring van Ronse waar hij in de Annalen van de Geschied- en Oudheidkundige Kring van Ronse en het Tenement van Inde in 1957 'De Rederijkers te Ronse in de 15e en 16e eeuw', en in 1958 'De Rederijkers te Ronse in de 17e eeuw' liet publiceren.
In 1972 publiceerde hij Ronse in oude prentkaarten: waarin ook enkele afbeeldingen van Ellezelles, Etikhove, Kwaremont, Louise-Marie, Orroir, Schorisse en Vloesberg. In 1973 verscheen het werk waaraan hij samen met Marcel Van Lauwe en Renaat van der Linden werkte, Levende kunst in Zuid-Oost-Vlaanderen. In 1983 verscheen Ronse... de tijd langs... Hij documenteerde in 1988 het sociale en politieke leven in Ronse in het interbellum en tijdens de Tweede Wereldoorlog in We waren er allen bij.
Van de oprichting in 1978 tot zijn overlijden was hij betrokken bij de Zuidvlaamse Kultuurkrant en de uitgeverij Zuidvlaams Trefsenter.